# Předbořice (Kovářov)
Předbořice (německy Predboritz) jsou vesnice, část obce Kovářov na jihu Čech v okrese Písek v Jihočeském kraji. Leží asi třináct kilometrů severně od Milevska. Součástí vesnice je i malá osada Jalovčí, která se nachází 1,2 kilometru severně od Předbořic.

## Historie
První písemná zmínka o vesnici pochází z roku 1218. Podle druhého zdroje je nejstarší zmínka o vesnici z roku 1219. V tomto roce se uvádějí dva bratři jako svědci při sporu o určení hranic pozemků. Na místě dnešní obce bývala tvrz patřící Předborovi z Radešína. Pozdější Vladykové z Předbořic používali v erbu „kotouč a klenot půl panny prostovlasé o dvou barvách“. Přech z Předbořic byl v roce 1403 kanovníkem v milevském klášteře. Od roku 1504 patřily Předbořice k orlickému panství až do zrušení roboty. V roce 1848 byla na počest zrušení roboty vysázena lipová alej západně od Předbořic směrem k Zahořanům. V 17. a 18. století zde vzniklo mnoho roubených chalup. Jméno obce má základ buď po zmíněném Předborovi nebo podle své polohy před borem pokrývajícím nedaleký vrch Hrby.
V roce 1848 zde žilo 357 obyvatel, bylo zde 42 popisných čísel. 4. září 1921 byl odhalen pomník padlým v první světové válce. V roce 1930 zde žilo 302 obyvatel a bylo zde 65 popisných čísel. Sbor dobrovolných hasičů byl založený roku 1893.

## Obyvatelstvo
| Rok            | 1869 | 1880 | 1890 | 1900 | 1910 | 1921 | 1930 | 1950 | 1961 | 1970 | 1980 | 1991 | 2001 | 2011 | 2021 |
| -------------- | ---- | ---- | ---- | ---- | ---- | ---- | ---- | ---- | ---- | ---- | ---- | ---- | ---- | ---- | ---- |
| Počet obyvatel | 421  | 424  | 416  | 400  | 368  | 335  | 302  | 270  | 245  | 214  | 182  | 164  | 139  | 126  | 135  |
| Počet domů     | 49   | 51   | 57   | 58   | 61   | 63   | 65   | 71   | 59   | 55   | 50   | 65   | 75   | 83   | 83   |

## Obecní správa
Při sčítání lidu v letech 1850–1960 Předbořice byly samostatnou obcí v okrese Milevsko. V letech 1961–1984 byly částí obce Zahořany v okrese Písek. Od 1. ledna 1985 jsou částí obce Kovářov v okrese Písek. V letech 1850–1879 k obci patřil Radvánov.

## Pamětihodnosti

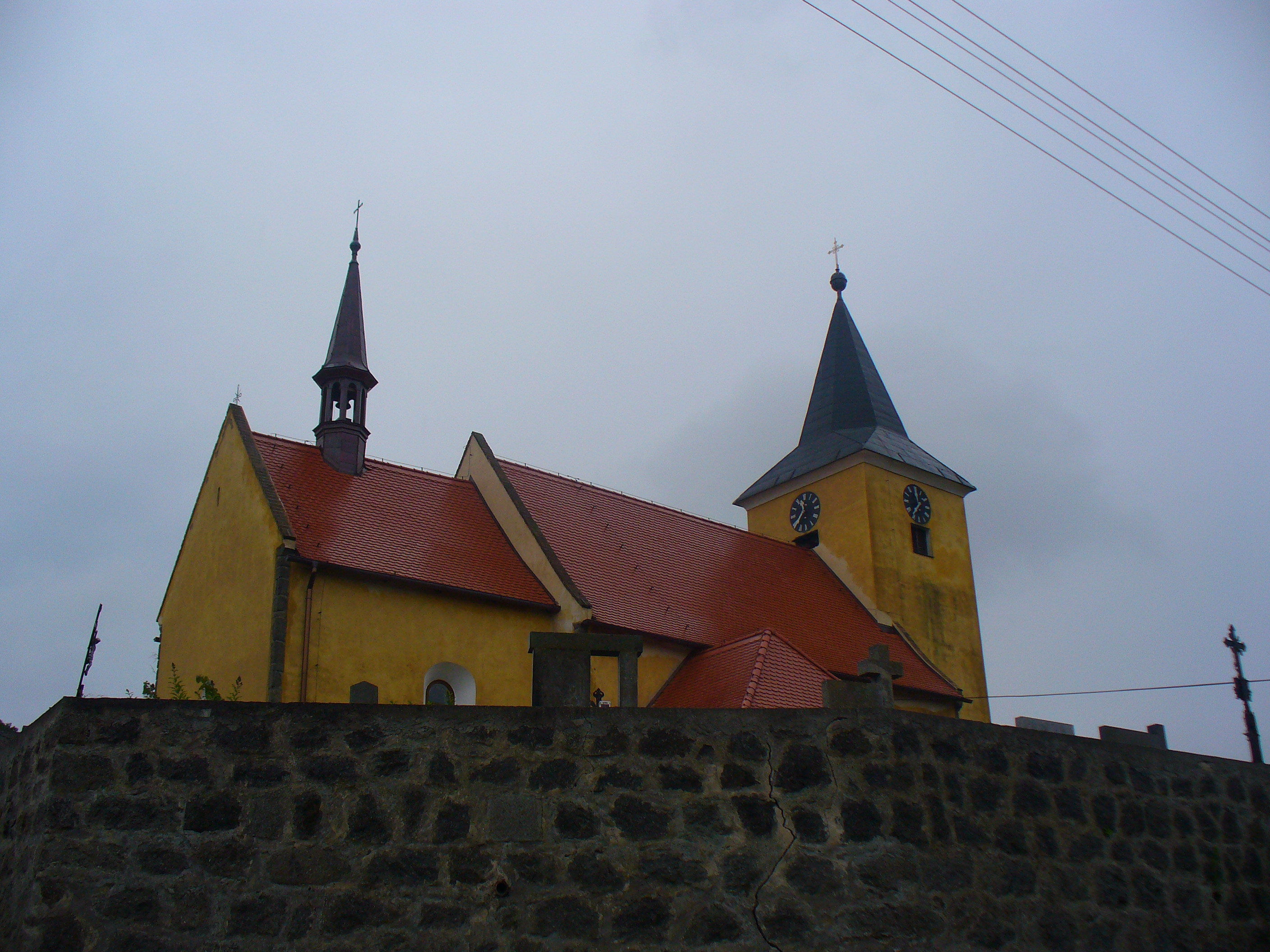
Kostel svatého Filipa a Jakuba

Raně gotický kostel svatého Filipa a Jakuba pochází z konce 13. století, jako farní je poprvé připomínán již v roce 1365. Na místě současné věže stávala kdysi dřevěná zvonice. Čtvercová kostelní věž byla přistavěna v roce 1812, dokládá to nápis na zvonové stolici – „Jakub Chanovský L.P.1812“. Ve věži se nachází a dva zvony. Větší z nich se jmenuje svatý Václav, byl ulit v roce 1515 a váží 450 kilogramů. Menší zvon snese název svatý Filip a Jakub, pochází z roku 1678 a váží asi 135 kilogramů. V roce 1929 byl kostel opraven. V roce 1939 byla postavená hřbitovní zeď a schodiště.
Kaple na jižním konci vesnice u domu čp. 23 je zasvěcená Ježíši Kristu a Panně Marii. Byla postavena roku 1878 místní rodinou Smetanových z čp. 23 na počest jejich jediného tragicky zesnulého syna, který se oběsil. Druhý používaný název této kaple je Skřivánkova kaplička.Podle jiného zdroje je též používaný název Křivánkova kaplička, která byla postavena roku 1880.

### Kříže, obrázky a boží muka
- Boží muka z třicetileté války - jižně od Předbořic, u Machova, při silnici do Březí, těsně před rozcestím na Řenkov stojí vpravo na okraji lesa boží muka, postavená na památku bitvy z třicetileté války. Podle pověsti je dal postavit švédský hejtman na paměť uzavření příměří a dal do nich zazdít rohlík namočený v krvi českých a švédských vojáků a pušku.
- Hrochova výklenková kaple se nachází u bývalé cesty z vesnice na Radešín. V prosklené nice je zavěšený obrázek Panny Marie a po stranách jsou sošky svatého Antonína a svatého Jana Nepomuckého.[13]
- Kamenný kříž se nalézá vlevo před vchodem na hřbitov.[14]
- Dřevěný kříž s malovaným obrazem Krista se nachází před vchodem do kostela. Současný kříž je již v pořadí třetí dřevěný kříž na tomto místě. První z roku 1897 byl velmi sešlý a byl nahrazený roku 1928.[5] Tento byl později nahrazený v roce 1987 a ve stejném roce byl i vysvěcený.
- Tatouškův kříž je v ohradní zdi domu čp. 12 ve vsi. Byl postavený na památku bratří Tatouškových z vesnice, kteří padli v I. světové válce. Jejich fotografie je umístěná v oválném štítku na podstavci kříže.[15]
- Mošničkův kříž se nachází na okraji vesnice u komunikace do Zahořan. Je vysoký 350 centimetrů, kamenný a poškozený po střetu s autem z roku 2003. Na kříži je tento nápis: LETA / PANE / 1859 [16]
- Dolistův litinový kříž se nachází mezi stromy u silnice na Březí. Na oválném štítku je nápis „Bůh žehnej rodné pole.“ Nápis na kamenném podstavci je špatně čitelný.[17]
- Smetanův (Křivánkův) kříž se nachází poli, na tom místě kde se hospodář Smetana dozvěděl o tragickém úmrtí svého syna. Kamenný podstavec nese dataci 1877. Je u komunikace na Březí v poli.[18]
- Hrochův (Břicháčkův) kříž se nalézá na okraji vesnice ve směru na Zahrádku. Je to kříž kamenný a v ohrádce. Postavit jej nechala roku 1899 místní rodina. Na podstavci je umístěná kovová destička s nápisem „Ježíš Kristus vítězně kraluje nadevším, Pane Ježíši milosrdenství“.[19]
- Uhrův kříž je litinový, na kamenném podstavci a v ohrádce. Nalézá se bývalé cesty na Jalovčí. Sokl nese dataci 1901 a je zdobený motivem srdce. Nápis na štítku: Pochválen buď Pán Ježíš Kristus.[20]
- Škochův kříž se nachází u lesa u cesty do Jalovčí. Nápis na štítku je podobný jako u předešlého kříže. Kamenný sokl je zdobený motivem řeckého kříže.[21]
- Šindelářův kříž se nachází nedaleko v poli u vesnice. Je kamenný a notně poničený navážkou kamenů z pole. Podstavec kříže nese dataci 1880 nebo 1885. Dříve tudy vedla cesta do Radešína.[22]
- Kuchtův kříž se nachází u dnes již zrušené cesty na Zlučín k rybníku Jezero. Je to torzo kříže, podstavec a sloupky z ohrádky.[23]
- Vondráškův kříž je u rybníka Jezero u zrušené cesty na Zlučín. Kamenný podstavec je zdobený motivem latinského kříže. Na štítku je tento nápis: CHVÁLA KRISTU NA VĚKY [24]
- Svobodův kříž se nalézá jižním směrem od vesnice u rybníka Machov. Na štítku kříže je tento nápis: Mé srdce je plné lásky a milosrdenství.[25]
- Obrázek Madony s dítětem se nachází na okraji Kuchtova lesa u komunikace na Březí ve vyřezávané dřevěné schránce. Jeho autorem je bratranec Mikoláše Alše řezbář Jan Teska.[26]
- Obrázek na křižovatce cest Předbořice – Zahrádka – Řenkov.[26]
- Obrázek madony s dítětem u komunikace z Předbořic do Zahořan.[27]

## Pamětihodnosti v osadě Jalovčí
Kaple v osadě je zasvěcená blahoslavené Panně Marii. Byla postavená roku 1935 ze sbírek mezi místními občany. Ve stejném roce byla i vysvěcená 15. srpna. Zvon, který byl do kaple pořízený, se místním občanům podařilo ukrýt a zachránit před zrekvírováním za druhé světové války. Zvon místní sejmuli a v pytli odnesli s tím, že bude odvezený ráno na sběrné místo. V noci ale dva z obce zvon vzali, na jeho místo zavázali do pytle kbelík, který byl podobný tvarem zvonu. Zvon ukryli a zakopali. Ráno byl údajný zvon odvezený do nedalekých Lašovic. Tam se zvony svážely a sbíraly. Žádná potvrzení se nedávala. Za osadou místní, jeden z těch, který zvon zakopali, pytel s kbelíkem zahodil a počkal. Pak se vrátil zpět. Po čase se začaly množit dotazy, že chybí zvon toho čísla. Místní se bránili, že zvon odevzdali, ale že nemají potvrzení. Tak se to stále prodlužovalo, až do konce války. Poté byl zvon vykopaný a slavnostně zavěšený do kaple.
Kloudův kříž se nachází u silnice z osady na Mokřici.
Dva svaté obrázky se nachází poblíž komunikace do osady. První je na kraji lesa přes vsí. Druhý se nachází zhruba o kilometr dál, také v lese. U obou je dřevěná opěrka na kůlu pro modlitební knížku. V obou případech se jedná o zarámovaný a zasklený obraz Panny Marie.

## Zajímavosti
Rekultivovaná výsypka uranového dolu – asi 1,5 kilometru západně od Předbořice se nachází zbytky výsypky zrušeného uranového dolu Předbořice. Jedná se o zajímavé mineralogické naleziště.
Socha Buddhy – Sochu Buddhy v životní velikosti shlížícího do kraje ze severního okraje katastru Předbořic nad Jalovčím umístil majitel domu č. 82.

## Významné osobnosti
- Karel Cvrk (1. března 1851 Pohoří – 6. 12. 1931 Milevsko ), první řídící předbořický učitel. [6]
- Bohumil Cvrk (9. 12. 1878 Osek, žurnalista, vydavatel.[6]
- Karel Cvrk (12. 10. 1881 Předbořice), překladatel, ředitel školy, autor povídek, spolupracovník Čeňka Holase při sbírání lidových písní (prováděl notový záznam). Nemalou měrou se zasadil o zřízení pamětní desky Janu Hodějovskému z Hodějova v Kotýřině.
- Bedřich Cvrk (30. 3. 1886 Předbořice čp.49), geodet v Milevsku.
- Čeněk Habart (21. září 1863 Předbořice), řídící učitel, spisovatel, sběratel lidových písní a zvyků. [32]
- František Holan (24. 8. 1882 Předbořice), z čp. 50, akademický malíř. [32]
- Karel Dolista (22. března 1884 Předbořice – 4. 4. 1969 Milevsko), z čp. 21, učitel, ředitel měšťanských škol v Milevsku v letech 1935–1939, zeť Karla Cvrka staršího.
- František Dolista (z čp. 21) narozen v Předbořicích 4. srpna 1842, zemřel 30. dubna 1896 v haličském Sanoku, v letech 1883-1896 kapelník ukrajinského národního divadla v Haliči (Lvov), kde uvedl opery Mykoly Vitalijoviče Lysenka, Porfyryje Ivanoviče Bažanského a Petra Ivanoviče Niščinského, kantáty Anatolije Klimoviče Vachnjanyna, melodramaty Isidora Vorobkeviče, autor hudebního doprovodu k inscenacím děl Ivana Jakoviče Franka, na housle učil hrát jedenáctiletého Filareta Michajloviče Kolessu. František Dolista byl synem prvního předbořického starosty Hynka Dolisty a strýcem Karla Dolisty.
- Josef Břicháček, C.Ss.R. (z čp. 24), římskokatolický kněz, člen kongregace redemptoristů.
- Jan Lípa (z čp. 22, syn Anežky Svobodové), buddhistický mnich (řádu Drukpa Kargyud) a mistr Učení Fráni Drtikola, právník, filosof, religionista, spisovatel a vysokoškolský pedagog.

## Pověst
Pověst se vztahuje k neorománské Křivánkově kapličce. Ke konci 17. století hospodařil na Smetanově statku sedlák Pavel Křivánek. Byl rychtářem a dovedl prosazovat všechno tak, aby se to dělo podle jeho vůle. Měl velký vliv i na své sousedy. Ves Předbořice byla v tu dobu bez faráře a místní docházeli do okolních kostelů. Požádali o dosazení nového faráře. Ten jim byl přislíben, dokonce se přišel na své nové působiště podívat. Ale farář Mendlík z nedalekého Kovářova, který zde sloužil mše se přičinil, aby se toto nerealizovalo. Obešel se spropitným sousedy, zvlášť i sedláka Křiváčka. Ten se nemalou měrou a svým vlivem zasloužil, že se nový kněz do vsi nedostal a byl dosazen do nedalekých Lašovic. K stáru začal být sedlák Křivánek pověrčivý a nosíval ke stodole v nádobě jídlo pro dušičky. Vždy se díval na podivný obrys na předbořické věži ve směru k Lašovicům. Chudí lidé ze vsi vždy to jídlo vyjedli, ale on měl radost, že si dušičky usmířil.
Fara zanikla po Bílé Hoře a zůstala neobsazená do roku 1878. V Pamětech obce předbořické se píše, že na věži kostela byla vidět matná postava se zvednutou rukou a s korbelem. A měl to být Křivánek, který propil faráře. Když se v roce 1877 oběsil jediný syn ze Smetanova statku, tak se jeho otec rozhodl, že na poli, kde se dozvěděl o jeho tragickém skonu, nechá postavit kamenný kříž. Věno, které měl přichystané pro syna se rozhodl věnovat na stavbu kaple a znovuzřízení fary. Chtěl touto formou ulehčit svému svědomí a zároveň chtěl odčinit i vinu svého praděda Křiváčka. V roce 1878 věnoval finanční částku, ke které přispěli ze sbírek i místní a fara byla opět zřízena. Ze zbylých peněz byla také postavena kaplička. Za duchovního správce byl do Předbořic dosazen kovářovský kaplan Jan Hurský, který svůj úřad vykonával až do roku 1885. Za jeho působení byla postavena i budova fary vedle školy.

## Galerie

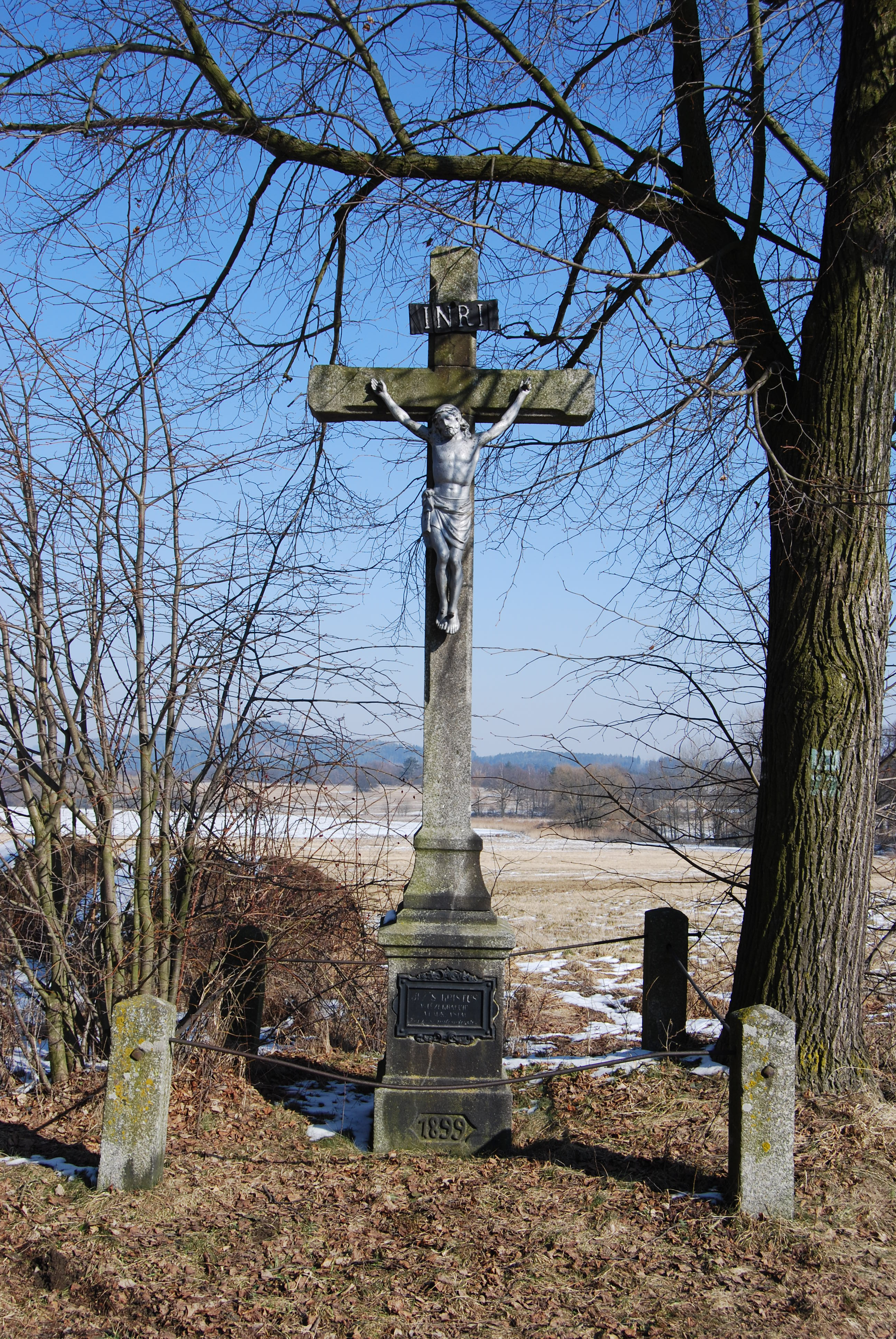
Kříž rodiny Hrochovy
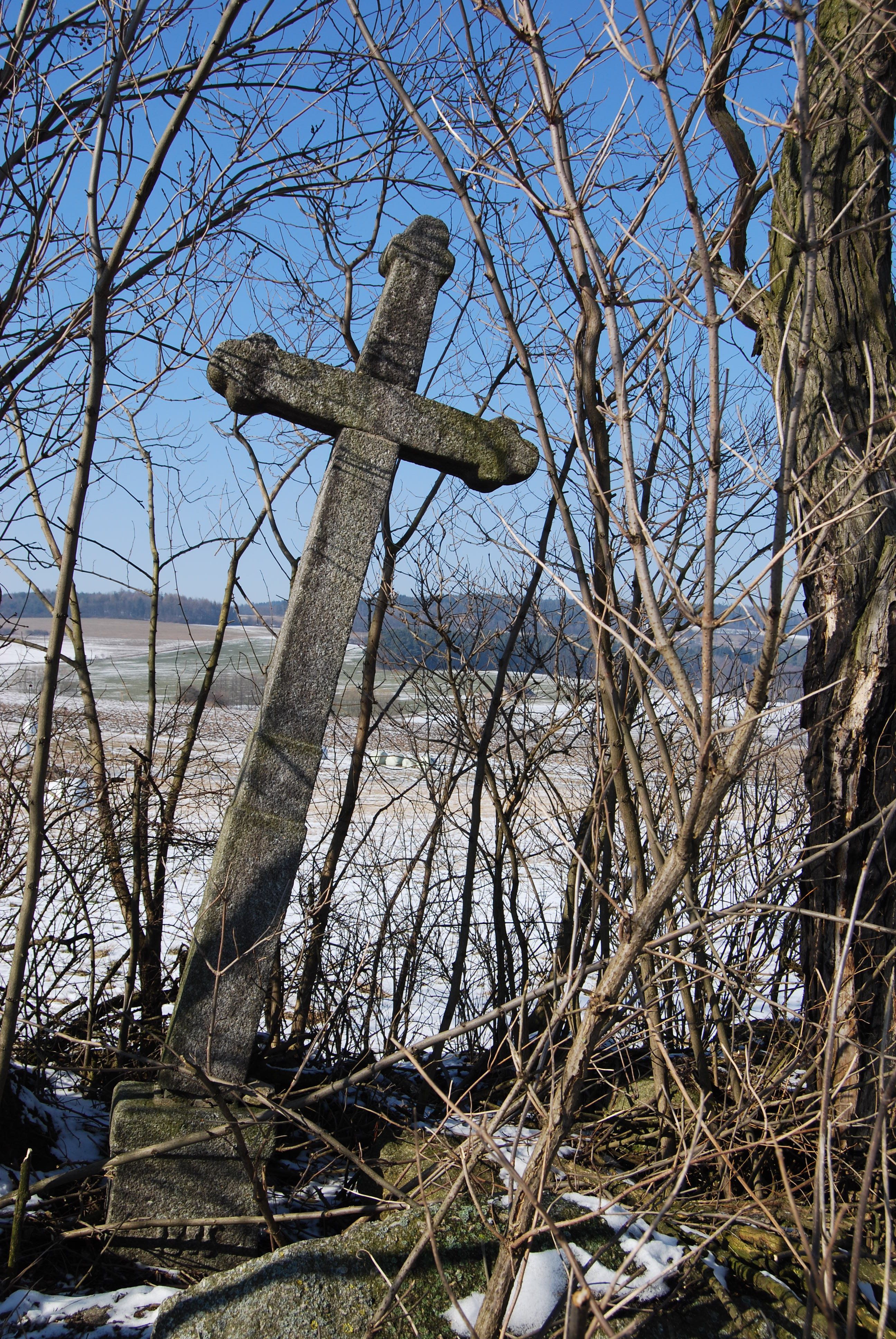
Šindelářův kříž v poli u vesnice
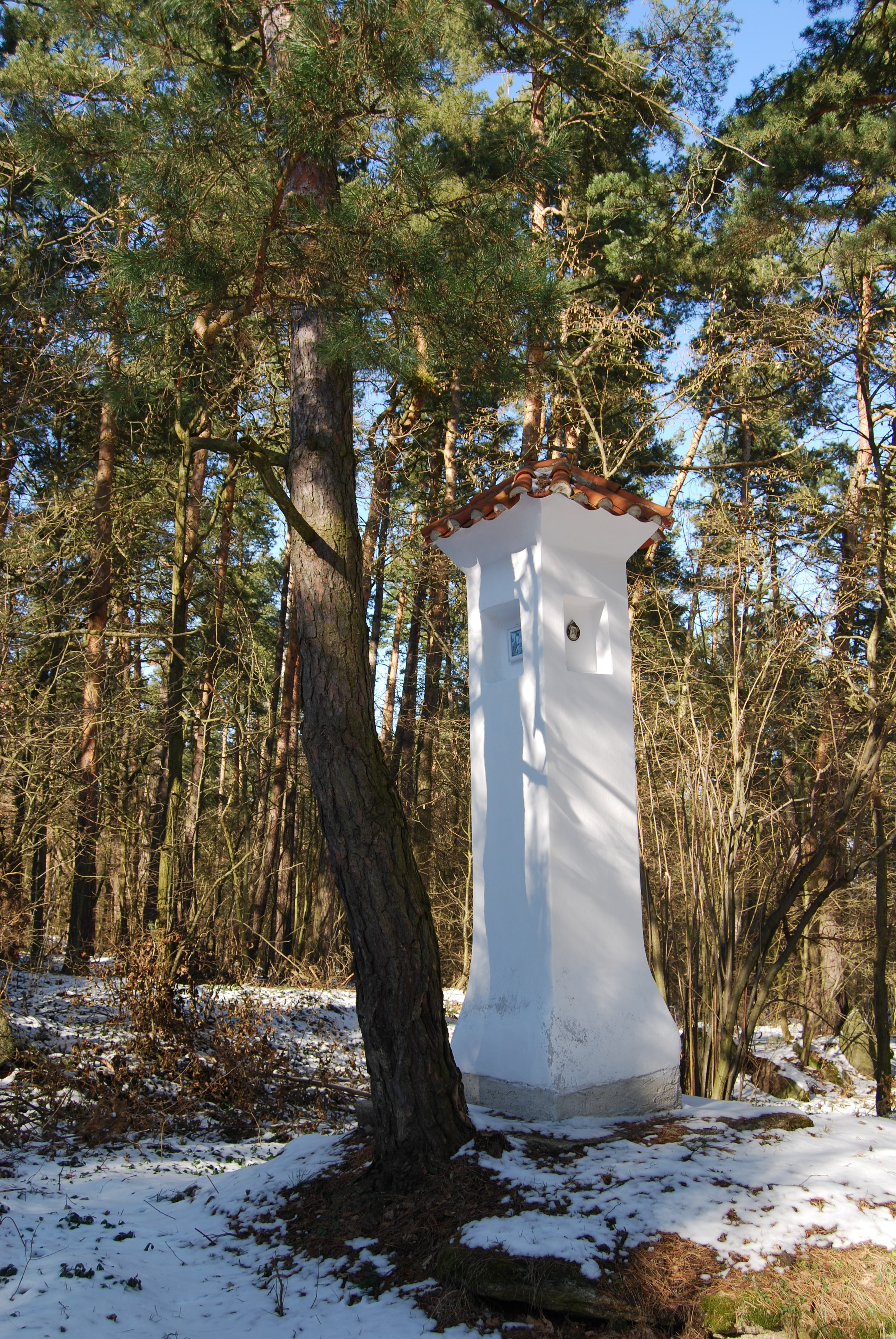
Boží muka
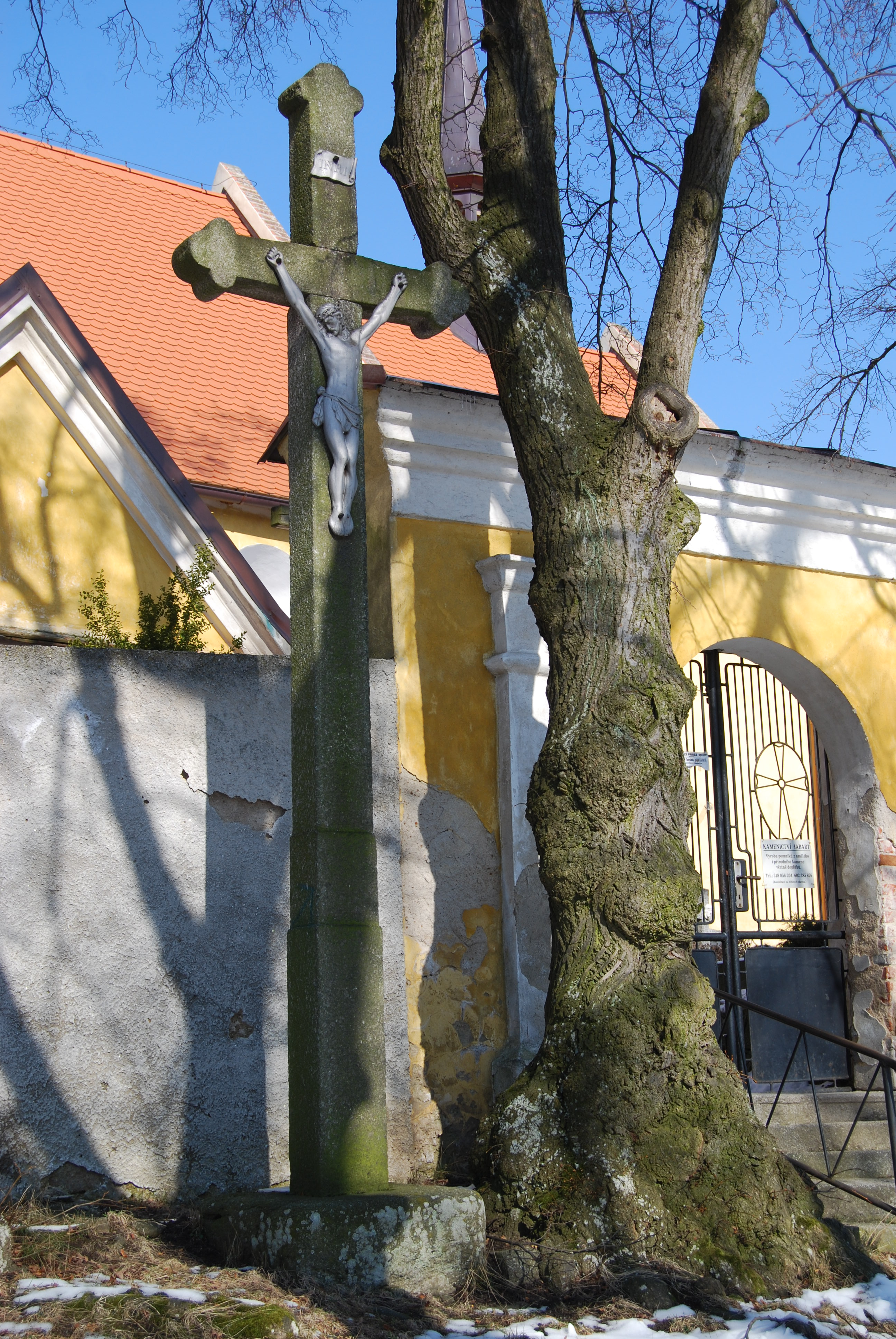
Kříž před vchodem do kostela